# 선재 업고 튀어
《선재 업고 튀어》는 2024년 4월 8일부터 2024년 5월 28일까지 방송된 tvN 월화 드라마이다.

## 제작진

### 극본
- 이시은 : tvN 수목 드라마 《여신강림》(집필) 집필

### 연출
- 김태엽 : tvN 월화 드라마 《반짝이는 워터멜론》(조연출) 연출
- 윤종호

## 등장 인물

### 주요 인물
- 변우석 : 류선재 역
- 김혜윤 : 임솔 역
- 송건희 : 김태성 역
- 이승협 : 백인혁 역

### 솔이 주변 인물
- 정영주 : 박복순 역 - 솔의 어머니.
- 성병숙 : 정말자 역 - 솔의 할머니.
- 송지호 : 임금 역 - 솔의 오빠.
- 서혜원 : 이현주 역 - 솔의 친구.

### 선재 주변 인물
- 김원해 : 류근덕 역 - 선재의 아버지.
- 안상우 : 김 대표 역 - 선재의 소속사 대표.
- 이일준 : 박동석 역 - 선재의 매니저.
- 이철우 : 김형구 역
- 김현규 : 최현구 역
- 정강희 : 안 코치 역
- 이우제 : 김초롱 역

### 태성 주변 인물
- 박윤희 : 김 형사 역 - 태성의 아버지.
- 김휘규 : 차이슬 역 - 태성의 친구.
- 오세영: 최가현 역

### 본 시네마 사람들
- 전영 : 이 대표 역 - 영화 제작사 대표
- 고태진 : 최정훈 역

### 밴드 이클립스[1]
- 양혁 : 제이 역 - 밴드 이클립스의 막내 멤버.
- 문시온[2] : 강현수 역

### 기타 인물
- 허형규 : 김영수 역
- 문혜린 : 가영 친구 역
- 구교민 : 동섭 역
- 이태훈 : 장우 역
- 신수아 : 임보아 역 - 임솔의 조카
- 구태오 : 임재아 역
- 정아정 : 다혜 역
- 유선호 : 최 형사 역
- 미상 : 의사 역
- 정용희

### 특별 출연
- 박태환 : 박태환 역 (1회)
- 한승연 : 한승연 역[3] (1회, 6회)
- 유리 : 유리 역 (1회)
- 이수지 : 천신할매 역 (1회)
- 윤진영 (7회)
- 송영재 : 백인혁 부 역 (12회)
- 조련 : 백인혁 모 역 (12회)
- 김민기 : 박도준 역 (13회)

## 시청률
최저 시청률과 최고 시청률은 시청률 조사회사와 지역별로 시청률에 차이가 있을 수 있습니다.
| 2024년 | 2024년   | 2024년         | 2024년       | 2024년 |
| 회차   | 방송일   | 닐슨 시청률    | 닐슨 시청률  |        |
| 회차   | 방송일   | 대한민국(전국) | 수도권(서울) |        |
| ------ | -------- | -------------- | ------------ | ------ |
| 제1회  | 4월 8일  | 3.073%         | 3.176%       |        |
| 제2회  | 4월 9일  | 2.710%         | 2.918%       |        |
| 제3회  | 4월 15일 | 3.444%         | 3.678%       |        |
| 제4회  | 4월 16일 | 3.378%         | 4.069%       |        |
| 제5회  | 4월 22일 | 3.435%         | 3.834%       |        |
| 제6회  | 4월 23일 | 3.377%         | 3.946%       |        |
| 제7회  | 4월 29일 | 4.459%         | 5.259%       |        |
| 제8회  | 4월 30일 | 4.095%         | 4.656%       |        |
| 제9회  | 5월 6일  | 4.759%         | 5.638%       |        |
| 제10회 | 5월 7일  | 4.752%         | 5.973%       |        |
| 제11회 | 5월 13일 | 4.735%         | 5.670%       |        |
| 제12회 | 5월 14일 | 4.260%         | 5.002%       |        |
| 제13회 | 5월 20일 | 4.568%         | 5.214%       |        |
| 제14회 | 5월 21일 | 4.827%         | 5.349%       |        |
| 제15회 | 5월 27일 | 5.297%         | 6.197%       |        |
| 제16회 | 5월 28일 | 5.762%         | 7.208%       |        |

## 수상 목록
- 2024년 제19회 서울 드라마 어워즈 아시아 스타상 (변우석)
- 2024년 제19회 서울 드라마 어워즈 아시아 스타상 (김혜윤)
- 2024년 제15회 코리아 드라마 어워즈 핫스타상 (변우석)
- 2024년 제11회 서울국제영화대상 남자 최고인기상 (변우석)
- 2024년 제6회 아시아콘텐츠어워즈 & 글로벌OTT어워즈 피플스 초이스상 (변우석)
- 2024년 제6회 아시아콘텐츠어워즈 & 글로벌OTT어워즈 피플스 초이스상 (김혜윤)
- 2024년 제6회 뉴시스 한류엑스포국회 문화체육관광위원장상 (김혜윤)
- 2024년 제26회 MAMA AWARDS 페이보릿 글로벌 트렌딩 뮤직 (이클립스)
- 2024년 제16회 멜론 뮤직어워즈 베스트 OST상 (이클립스)
- 2024년 제9회 아시아 아티스트 어워즈 배우 부문 베스트 아티스트상 (변우석)
- 2024년 제9회 아시아 아티스트 어워즈 배우 부문 베스트 아티스트상 (김혜윤)
- 2024년 제9회 아시아 아티스트 어워즈 인기상 (변우석)
- 2024년 제9회 아시아 아티스트 어워즈 인기상 (김혜윤)
- 2024년 제9회 아시아 아티스트 어워즈 아시아 셀러브리티상 (변우석)
- 2024년 제9회 아시아 아티스트 어워즈 베스트 커플상 (변우석&김혜윤)
- 2024년 제9회 아시아 아티스트 어워즈 베스트 OST상 (이클립스)
- 2024년 제9회 아시아 아티스트 어워즈 베스트 액터상 (김혜윤)
- 2024년 제9회 아시아 아티스트 어워즈 대상 올해의 남우주연상 (변우석)
- 2024년 제10회 에이판 스타 어워즈 여자 연기상 (정영주)
- 2024년 제10회 에이판 스타 어워즈 배우 부문 아이돌챔프 남자 인기상 (변우석)
- 2024년 제10회 에이판 스타 어워즈 배우 부문 아이돌챔프 여자 인기상 (김혜윤)
- 2024년 제10회 에이판 스타 어워즈 아이돌챔프 OST상 (이클립스)
- 2024년 제10회 에이판 스타 어워즈 아이돌챔프 베스트 커플상 (변우석&김혜윤)
- 2024년 제10회 에이판 스타 어워즈 아이돌챔프 글로벌 스타상 (변우석)
- 2024년 제2회 펀덱스 어워드 시상식 출연자 대상 (변우석)
- 2024년 제2회 펀덱스 어워드 시상식 TV드라마 남자 주연 부문 (변우석)
- 2025년 제61회 백상예술대상 PRIZM 인기상 (변우석)
- 2025년 제61회 백상예술대상 PRIZM 인기상 (김혜윤)
- 2025년 2025 아시아 스타 엔터테이너 어워즈 팬 초이스 캐릭터상 (김혜윤)
- 2025년 2025 아시아 스타 엔터테이너 어워즈 팬 초이스 여자 아티스트상 (김혜윤)
- 2025년 2025 아시아 스타 엔터테이너 어워즈 팬 초이스 남자 아티스트상 (변우석)
- 2025년 2025 아시아 스타 엔터테이너 어워즈 더 베스트 OST상 (변우석)
- 2025년 2025 아시아 스타 엔터테이너 어워즈 배우 부문 더 베스트 아티스트상 (김혜윤)
- 2025년 2025 아시아 스타 엔터테이너 어워즈 배우 부문 더 베스트 아티스트상 (변우석)

## 같이 보기
- 대한민국의 텔레비전 드라마 목록 (ㅅ)
- 2024년 대한민국의 텔레비전 드라마 목록